# Ureibacillus
Ureibacillus ist eine Gattung von Bakterien. Die Typusart ist Ureibacillus thermosphaericus.

## Erscheinungsbild
Die Zellen von Ureibacillus sind stäbchenförmig. Der Gram-Test fällt negativ aus, obwohl sie zu den Firmicutes zählen (bei den Firmicutes fällt der Test bei den meisten Arten positiv aus).  Ureibacillus bildet Endosporen. Die Arten sind beweglich (motil). Im Durchschnitt zeigen die Zellen Größen von 0,5–0,7 μm im Durchmesser mit einer Länge von 1,0–6,0 μm. Die Art Ureibacillus thermosphaericus hat pleomorphe Zellen. Sie ändern ihr Aussehen im Wachstum. Es handelt sich entweder um Kokken, kurze Stäbchen oder extrem lange Stäbchen.

## Stoffwechsel und Wachstum
Alle Arten von Ureibacillus sind heterotroph, sie führen keine Photosynthese durch. Der Stoffwechsel beruht auf der Atmung. Die Gattung ist strikt aerob, d. h., auf Sauerstoff angewiesen.

## Systematik
Die Gattung Ureibacillus zählt zu den Firmicutes. Die Gattung beruht auf der zuerst beschriebene Art Bacillus thermosphaericus, die nun als Ureibacillus thermosphaericus geführt wird. Im Jahre 2019 erfolgte eine Bearbeitung der Systematik der Gattung, es wurden einige Arten von anderen Gattungen zu Ureibacillus gestellt. Vor 2019 wurde die Gattung den Planococcaceen zugeordnet. Diese Familie wurde aufgelöst, Ureibacillus wird nun unter der Familie Caryophanaceae geführt.
Es folgt eine List einiger Arten (Stand September 2020):
- Ureibacillus acetophenoni (Azmatunnisa et al. 2015) Gupta and Patel 2020
- Ureibacillus chungkukjangi (Kim et al. 2013) Gupta and Patel 2020
- Ureibacillus composti Weon et al. 2007
- Ureibacillus defluvii Zhou et al. 2014
- Ureibacillus manganicus (Liu et al. 2013) Gupta and Patel 2020
- Ureibacillus massiliensis (Glazunova et al. 2006) Gupta and Patel 2020
- Ureibacillus sinduriensis (Jung et al. 2012) Gupta and Patel 2020
- Ureibacillus suwonensis Kim et al. 2006
- Ureibacillus terrenus Fortina et al. 2001
- Ureibacillus thermophilus Weon et al. 2007
- Ureibacillus thermosphaericus (Andersson et al. 1996) Fortina et al. 2001

## Ökologie
Die meisten Arten sind thermophil, d. h., sie bevorzugen höhere Temperaturen für das Wachstum. So zeigt Ureibacillus thermosphaericus Wachstum zwischen 33 und 64 °C, Ureibacillus terrenus bei Temperaturen von 42–65 °C. Die Art Ureibacillus composti wurde in Kompost in Ichon, Korea gefunden. Ureibacillus terrenus wurde im Boden gefunden.